# Avstrijska narodna banka
Avstrijska narodna banka (OeNB) je centralna banka v Avstriji in tako del sistema evropskih centralnih bank in evroobmočja. Avstrijska narodna banka prispeva k odločanju o denarni in ekonomski politiki v Avstriji in na evroobmočju. V skladu z zveznim zakonom o Avstrijski narodni banki, je OeNB delniška družba. Glede na njen status centralne banke pa jo urejajo številne posebne določbe, določene v zakonu o narodni banki. Kapital OeNB znaša 12 milijonov EUR, ima pa ga edini delničar, zvezna vlada. Delniške pravice zvezne vlade uresničuje minister za finance. Od maja 2010 je ta kapital v celoti v lasti avstrijske države. Pred tem je bila polovica kapitala v rokah organizacij delodajalcev in zaposlenih, pa tudi bank in zavarovalnic.